# クレー舗装
クレー舗装（クレーほそう）は、土系舗装の種類で、舗装材にクレー（粘土）と呼ばれる素材を使う。
舗装材として、荒木田土、真砂土（まさ土）、川砂等ににがりなどを混合し、これを土地にローラーによって転圧し舗装する。混合剤により保水力を高め、また土粒子を団粒状にすることにより透水性がよくなる。適度な弾力性もあり、運動場の舗装に用いられる。